# Cromartyshire (barco)
El Cromartyshire fue un carguero de vela con casco de hierro botado en Escocia en 1879. Debe su nombre al condado de Cromartyshire, en las Tierras Altas de Escocia.
En 1898 sobrevivió a una colisión con el transatlántico francés La Bourgogne, que se hundió con gran pérdida de vidas. El Cromartyshire también sobrevivió a un incendio frente a Colonia del Cabo en 1901. Naufragó en la costa de Chile en 1906.

## Hundimiento
El 22 de octubre de 1906, el Cromartyshire zarpó de Antofagasta, en el norte de Chile, parcialmente cargado. Debía navegar hacia el norte para cargar más en Iquique, pero el 24 de octubre se fue a tierra y naufragó. El lugar del naufragio está registrado como "Punta Tetus en la isla Printabu", pero no existe ningún cabo o isla con esos nombres.